# Versuchung (1955)
Versuchung ist ein deutsches Filmdrama aus dem Jahre 1955 mit Ewald Balser und Renate Mannhardt in den Hauptrollen.

## Handlung
Der Künstler Prof. Marko Brand hat sich einen Namen als bedeutender Bildhauer gemacht. Gerade ist er dabei, eine große Ausstellung für sein Œuvre vorzubereiten. In dieser Phase begegnet er seiner ehemaligen Schülerin Yvonne Gaubert wieder. Beide beginnen erneut zusammenzuarbeiten, und während dieser künstlerischen Kollaboration flammt auch eine alte Leidenschaft wieder auf. Dabei vergisst und vernachlässigt Brand sowohl Ehefrau und Sohn als auch als seine Freunde. Diese Passion zwischen Lehrer und ehemaliger Schülerin führt sogar dazu, dass Brand den Eröffnungstermin seiner eigenen Werkschau versäumt, sodass Gattin Sabine den wartenden Gästen die Abwesenheit ihres Mannes mit einer Notlüge erklären muss.
Jetzt erst wird dem lustwandelnden, alternden Skulpteur klar, dass er sich auf einem Irrweg befindet. Yvonnes vorgenommene Änderung an einem gemeinsamen Kunstwerk macht ihm nachträglich klar, dass Yvonne längst den Schuhen einer gelehrigen Schülerin entwachsen ist und sie eine eigenständige Künstlerin wurde. Als seine Muse und Inspiration hat sie Brand zu künstlerisch neuen Ufern geführt und wurde damit weit mehr als nur eine beliebige Liebschaft. In dieser Erkenntnis kehrt Prof. Brand reumütig zu Ehefrau und Kind zurück.

## Produktionsnotizen
Versuchung entstand im Sommer 1955 im Behelfsatelier München-Pullach sowie mit Außenaufnahmen im Park-Hotel in Split (Jugoslawien) und Umgebung. Der Film wurde am 8. November 1955 in Hamburg uraufgeführt. Die Berliner Premiere fand am 2. Dezember desselben Jahres statt.
Willy Egger übernahm die Produktionsleitung, Wolf Englert entwarf die Filmbauten.
Hauptdarsteller Ewald Balser spielte hier nach Befreite Hände (1939) bereits das zweite Mal im Film einen professoralen Bildhauer, der in Liebeswirrnisse gerät.
Für den österreichischen Regisseur Josef Friedrich Fuchs (Jahrgang 1907) war dies die einzige Filmregie.

## Kritik
Im Filmdienst heißt es: „Dilettantisch inszeniertes Künstlermelodram, wirr und orientierungslos.“